# عبدالنبی نوری
عبدالنبی نوری حکیم و مجتهد ایرانی قرن چهاردهم بود.

## آغاز زندگی
عبدالنبی نوری در سال ۱۲۵۴ قمری در روستای سراسب شهرستان  نور دیده به جهان گشود. پدرش ملا مهدی قبل از تولد او و مادرش در پنج سالگی درگذشت.
عبدالنبی تحصیلات مقدماتی را از ملا اسماعیل و محمد تنکابنی آموخت. سپس به روستای بالرود مهاجرت کرد و پنج سال در حوزه درس خواند. سپس برای تحصیل به شهرستان آمل و بابل مهاجرت کرد و پس از آن برای تحصیل بیشتر به تهران مراجعت کرد.

## آثار
- حاشیه بر مطول.
- حاشیه بر رسایل شیخ انصاری.
- حاشیه بر الاسفار الاربعه ملا صدرا.
- شرح قواعدالاحکام.
- رساله علمیه.

## درگذشت
سرانجام عبدالنبی نوری در ۲۰ محرم ۱۳۴۴ قمری درگذشت. آرامگاه او حرم عبدالعظیم حسنی می‌باشد.